# Bessan
Bessan é uma comuna francesa na região administrativa de Occitânia, no departamento de Hérault. Estende-se por uma área de 27,65 km². Em 2010 a comuna tinha 5 193 habitantes (densidade: 187,8 hab./km²).